# John Björck
Johan (John) Theodor Björck (i riksdagen kallad Björck i Borås), född 9 november 1881 i Rudskoga församling, Värmlands län, död 13 december 1964 i Huddinge församling, Stockholms län
, var en svensk trädgårdsmästare och politiker (folkpartist). 
John Björck, som var son till en furir, började som lantarbetare vid fjorton års ålder och blev 1907 delägare i en handelsträdgård och blomsterhandel i Borås. Han var ensamägare till firman från 1920. Han var ledamot i Borås stadsfullmäktige 1920–1935 och var även ordförande i Borås nykterhetsförbund 1916–1922 samt från 1935. I den liberala rörelsen var han bland annat ordförande i Borås frisinnade valmansförening 1920–1926 och ordförande i Älvsborgs södra länsförbund för folkpartiet 1938–1945.
Han var riksdagsledamot i första kammaren 1931–1953 för Älvsborgs läns valkrets. I riksdagen tillhörde han Frisinnade landsföreningens riksdagsgrupp Frisinnade folkpartiet fram till den liberala återföreningen 1934. Han var bland annat ledamot i konstitutionsutskottet 1939–1951 och vice ordförande i riksdagens nykterhetsgrupp 1942–1945. Som riksdagsledamot engagerade han sig främst i jordbruks- och trädgårdsnäringens frågor, men han gjorde också utspel till exempel mot offentliga danstillställningar och för att "höja filmkulturen".